# Torrknölen
Torrknölen är ett naturreservat i Torsby kommun i Värmlands län.
Området är naturskyddat sedan 2003 och är 205 hektar stort. Reservatet omfattar norra delen av Torrknölen med branta sluttningar ner mot Höljessjön. Reservatet består mest av granskog. 